# Рогіз Ляксманна
Рогіз Ляксманна (Typha laxmannii) — вид рослин з родини рогозових (Typhaceae), поширений у Європі й Азії.

## Опис
Багаторічна рослина. Стебла 0.8–1.3 м заввишки, стрункі. Листки 50–90 см × 2–4 мм, знизу опуклі, поперечний переріз напівкруглий. Чоловіча частина колосів 6–14 см, вісь з білуватими або жовтувато-коричневими волосками, з 1 або 2 листяними приквітками в основі та в середній частині; жіноча частина колосів виразно відокремлена від чоловічої частини, 4–6 см, з 1 листяним прикріпленням. Чоловічі квіти: тичинок 2 або 3; пиляки ≈ 1.5 мм. Жіночі квіти: зав'язь ланцетна; стебла 2.5–3 мм, стрункі. Плоди еліптичні. 2n = 30.

## Поширення
Поширений у Євразії.
В Україні вид зростає на берегах річок, в озерах, старицях — у Лісостепу на півдні, Степу та Криму.